# Якубов Февзі Якубович
Февзі Якубович Якубов (10 листопада 1937, Ак-Мечетський район, Кримська АРСР — 23 серпня 2019) — український кримськотатарський вчений. З 2016 по 2019 роки — президент Кримського інженерно-педагогічного університету.
Доктор технічних наук (1984), проф. (1985); Кримський інженерно-педагогічний університет, ректор (1993—2016), завідувач кафедри технології машинобудування; член Комітету Національних премій України ім. Шевченка (з 11.2005). Академік АНВШУ (1997), дійсний член Кримської АН (1994).
Ректор Кримського державного інженерно-педагогічного університету з 1993 по 2016 рік. Герой України (2004). Доктор технічних наук (1984), професор, завідувач кафедри технології машинобудування; член Комітету Національних премій України ім. Шевченка (2005). Академік АНВШУ (1997), дійсний член Кримської АН (1994).

## Життєпис
Народився 10 листопада 1937 року (Ак-Мечетський район, Кримська АРСР), кримський татарин.
Отримав освіту у Ташкентському технічному університеті, механічний факультет (1956—1961), інженер-механік, «Технологія машинобудування»; докторська дисертація «Шляхи підвищення стійкості металорізальних інструментів на основі аналізу термодинаміки контактних процесів».
- 1961—1963 — викладач.
- 1963—1966 — аспірант.
- 1966—1969 — ст. викладач.
- 1969—1975 — доцент.
- З 1985 — професор.
- 1975—1993 — завідувач кафедри технології машинобудування, Ташкентський політехнічний інститут.

Член Ради з технології машинобудування Державного комітету з науки і техніки СРСР (1986—1991). Член експертної ради ВАКу України з загального машинобудування.
Довірена особа кандидата на пост Президента України Кучми (1999), Януковича в ТВО № 1 (2004—2005).
Автор (співавтор) понад 150 наукових праць, зокрема монографій: «Энергетические соотношения процесса механической обработки» (1985), «Структурно-энергетические аспекты упрочнения и повышения стойкости режущего инструмента» (2005), навч. посібника «Проектирование и производство металлорежущего инструмента» (1984).
З 1993 року — ректор Кримського державного інженерно-педагогічного університету. У листопаді 2016 року залишив свій пост. Після Февзі Якубов став президентом університету, а ректором СТОС його син — Чингіз Якубов.
Володіє турецькою та узбецькою мовами.

### Родина
- Батько Куртбебієв Якуб (1897—1953) — колгоспник.
- Мати Якубова Мелек (1908—1971) — швачка, колгоспниця.
- Дружина Зеніє (1938) — лікар-кардіолог, поліклініка для депортованих.
- Дочка Ельвіна (1964) — лікар-кардіолог, кандидат медичних наук, Кримський медичний університет,
- Син Чингіз (1972) — інженер-механік, кандидат технічних наук, ректор Кримського державного інженерно-педагогічного університету.

## Політична позиція
2014 року підтримав тимчасову анексію Криму Росією, довірена особа Путіна на виборах.
У січні 2016 року закликав кримськотатарську молодь не брати участі в діях проукраїнських організацій, які виступають за звільнення Криму від тимчасової російської окупації Криму.
2018 — довірена особа кандидата в Президенти РФ Путіна.

## Нагороди
- Герой України з врученням ордена Держави (4 жовтня 2004) — за визначні особисті заслуги перед Україною у розвитку національної освіти, підготовку висококваліфікованих фахівців, багаторічну плідну педагогічну і наукову діяльність[6]
- Національна премія України ім. Шевченка 2005 року — за скульптурний комплекс «Відродження» у Сімферополі (у складі колективу)[7]
- Заслужений працівник народної освіти України (13 травня 1997) — за вагомий особистий внесок у розвиток наукових досліджень, підготовку висококваліфікованих фахівців[8]
- Заслужений діяч науки Узбекистану (1989).
- Почесна Грамота Президії ВР УзРСР (1956, 1970, 1979).
- 2018 — почесний громадянин Республіки Крим від окупаційної влади РФ.[9]